# Shahe
Shahe (沙河市S, ShāhéP) è una città-contea della Cina, situata nella provincia di Hebei e amministrata dalla prefettura di Xingtai.